# Талиця (Республіка Алтай)
Талиця (рос. Талица) — село Усть-Канського району, Республіка Алтай Росії. Входить до складу Талицького сільського поселення.
Населення — 110 осіб (2015 рік).